# Antichrist
 For alternative betydninger, se Antikrist (flertydig). (Se også artikler, som begynder med Antikrist)
Antichrist er en film fra 2009, skrevet og instrueret af Lars von Trier. Filmen handler om et par, der efter deres barns død, trækker sig tilbage til en hytte i skoven hvor de oplever mærkelige og skræmmende hændelser. Filmen, der kun har to skuespillere, Charlotte Gainsbourg og Willem Dafoe, indeholder flere pornografiske scener. Selvom filmen primært er en dansk produktion blev den co-produceret sammen med filmselskaber fra fem andre lande.
Filmen havde premiere 20. maj 2009 i Danmark, efter at have været vist under konkurrence-delen af Filmfestivalen i Cannes 2009, hvor den fik en blandet modtagelse fra publikum. Filmen modtog Nordisk Råds Filmpris for bedste nordiske film i 2009.
Filmen er den første i Triers uofficielle Depressions-trilogi, efterfulgt af Melancholia i 2011 og Nymphomaniac i 2013. 

## Produktion
Antichrist var oprindeligt planlagt til at blive produceret i 2005, men dens ledende producer Peter Aalbæk Jensen afslørede ved et uheld den planlagte slutning (at Jorden blev skabt af Satan og ikke Gud). Lars von Trier blev rasende og besluttede at udskyde indspilningen så han kunne skrive manuskriptet om.
Filmens budget er på omkring $ 11 millioner, hvoraf de $ 1,5 millioner kommer fra Det Danske Filminstitut og $ 1,3 millioner fra Filmstiftung Nordrhein-Westfalen i Tyskland. Udover von Triers eget firma Zentropa, tæller co-producererne Sveriges Film i Vast, Italiens Lucky Red, og Frankrigs Liberator Productions, Slot Machine and Arte France.  Triers Zentropa har en kæmpe distribution på plads: ACME (Litauen), California Filmes (Brasilien), Central Partnership (Rusland), Estinfilm (Estland), Gutek Film (Polen), Lucky Red (Italien), Palador Pictures (Indien), Pars Film (Iran), Pro Film (Bulgarien), Prorom Media-Trade (Rumænien) og Seven Films (Grækenland).
Filmen blev optaget på digital video, primært ved brug af Red One kameraer.

## Medvirkende
- Willem Dafoe
- Charlotte Gainsbourg

Efter træning i en lejr i Tjekkiet, var de trænede dyr, inkl. hjorten (spillet af Fiona), ræven (Bonifac) og kragerne (Blue og No-Name) klar til at spille sammen med Willem Dafoe og Charlotte Gainsbourg på filmsettet ‘Eden’ i skovene nær Køln.